# Бонавентура Ибањез
Бонавентура Ибањез (Барселона, 18. фебруар 1876—1. маја 1932) био је шпански глумац који је своју каријеру започео глумом у немим филмовима.

## Пантомима
У априлу 1891. појавио се у Кристал Паласу у Барселони у пантомимичарској представи Хосеа Ибањеза. Следеће године, Бонавентура игра запажену улогу у пантомимичарској верзији представе Дон Хуан де Сералонга, са којом је имао турнеју по многим деловима Француске. Почетком двадесетог века почео је да води сам породичну фирму, радећи у градовима француске медитеранске обале. У Барселони је наставио да развија своју каријеру на сцени. У лето 1909. године Ибањез се придружио биоскопу као помоћни глумац.